# Lawrence L. Simeone
Lawrence L. Simeone est un réalisateur, scénariste, monteur, acteur et producteur américain né le 30 avril 1953 décédé le 3 février 2002 à Los Angeles (Californie).

## Filmographie

### comme réalisateur
- 1991 : Presumed Guilty
- 1991 : Cop-Out
- 1992 : Eyes of the Beholder
- 1994 : Jeux défendus (Blindfold: Acts of Obsession) (TV)
- 1997 : Power Rangers : Turbo (série TV)
- 1999 : The Gifted
- 2000 : Go Fish

### comme scénariste
- 1991 : Cop-Out
- 1991 : Raw Nerve
- 1992 : Eyes of the Beholder
- 1994 : Jeux défendus (Blindfold: Acts of Obsession) (TV)
- 1999 : The Gifted

### comme monteur
- 1991 : Cop-Out
- 1992 : Eyes of the Beholder
- 1994 : Jeux défendus (Blindfold: Acts of Obsession) (TV)
- 1999 : Sally Boy

### comme acteur
- 1991 : Cop-Out : Frank

### comme producteur
- 1990 : Punk Vacation (vidéo)